# Élections législatives birmanes de 2020
Les élections législatives birmanes de 2020 ont lieu le 8 novembre 2020 afin de renouveler les membres de la Chambre des représentants et de la Chambre des nationalités de la Birmanie.
Le scrutin est largement remporté par la Ligue nationale pour la démocratie (NLD) d'Aung San Suu Kyi, favorite du scrutin, qui accroit sa majorité absolue au parlement.
Le parlement issu de cette élection n'est cependant jamais inauguré, un coup d'État militaire ayant conduit le premier février 2021 au renversement du gouvernement et à la dissolution des deux chambres du parlement.

## Contexte
Les élections de novembre 2015 sont largement remportées par la Ligue nationale pour la démocratie menée par Aung San Suu Kyi. Cette dernière, qu'une disposition prise sur mesure par l'ex junte militaire empêche de prétendre au poste de présidente, devient ministre des Affaires étrangères, conseillère spéciale de l'État et porte-parole de la Présidence, une position qui lui permet d'exercer de facto les prérogatives d'un chef de gouvernement.

## Mode de scrutin

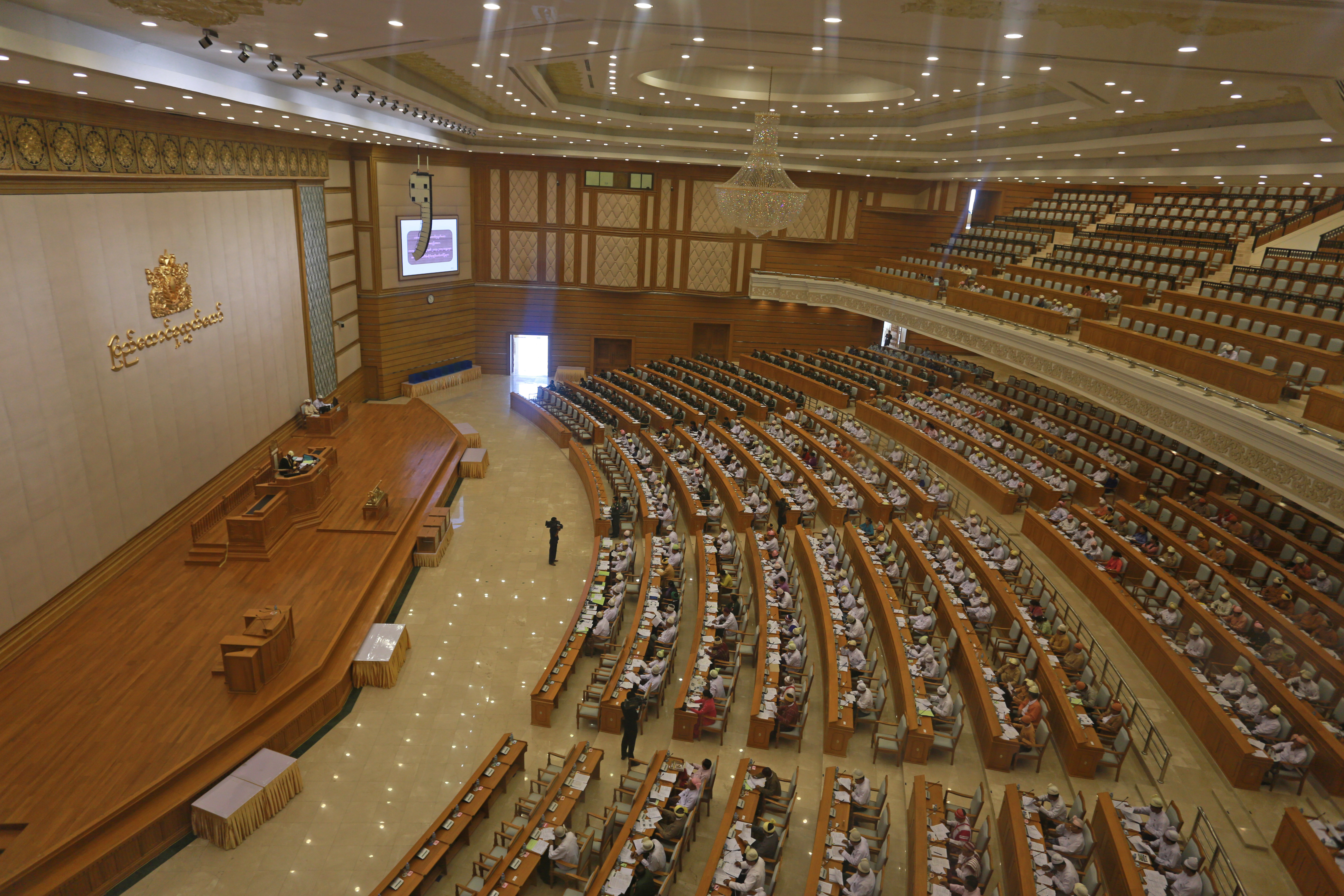
Lieu de réunion de l'assemblée, à Naypyidaw.

La Birmanie est dotée d'un parlement bicaméral, l'Assemblée de l'Union, composé d'une chambre basse, la Chambre des représentants et d'une chambre haute, la Chambre des nationalités. Toutes deux sont renouvelés simultanément tous les cinq ans, avec trois quarts des sièges à pourvoir au scrutin uninominal majoritaire à un tour, et le quart restant nommé par le commandant en chef des Forces armées birmanes, seuls le nombre de sièges et les circonscriptions électorales utilisées variant de l'une à l'autre.
La Chambre des représentants est ainsi composée de 440 sièges dont 330 au scrutin uninominal majoritaire à un tour dans autant de circonscriptions uninominales correspondant aux 330 municipalités du pays.
La Chambre des nationalités est quant à elle composée de 224 sièges dont 168 au scrutin uninominal majoritaire à un tour à raison de 12 sièges pour chacune des 7 régions et 7 états du pays.
Des seconds tours peuvent exceptionnellement avoir lieu en cas d'égalité des voix entre les deux candidats arrivés en tête. L'élection du représentant d'une circonscription n'est par ailleurs reconnue valide qu'à condition que la participation y atteigne le quorum de 50 % des inscrits. À défaut, un nouveau scrutin est organisé dans la circonscription concernée.

## Déroulement
Le scrutin est annulé dans 15 circonscriptions de la chambre des représentants et 7 autres de la chambre des nationalités du fait des affrontements armés en cours. D'autre part , 300 000 Rohingyas en âge de voter ne se voient toujours pas reconnu le statut de citoyens. Au total, près de deux millions de personnes sur 37 millions d'électeurs ne pourront participer au scrutin.

## Résultats

### Chambre des représentants
| Parti                     | Parti                                                         | Voix | %   | +/– | Sièges | +/–           |
| ------------------------- | ------------------------------------------------------------- | ---- | --- | --- | ------ | ------------- |
|                           | Ligue nationale pour la démocratie (LND)                      |      |     |     | 258    | 3             |
|                           | Parti de l'union, de la solidarité et du développement (PUSD) |      |     |     | 26     | 4             |
|                           | Ligue des nationalités Shan pour la démocratie (SNLD)         |      |     |     | 13     | 1             |
|                           | Parti national de l'Arakan (ANP)                              |      |     |     | 4      | 8             |
|                           | Parti national Ta'ang (TNP)                                   |      |     |     | 3      | en stagnation |
|                           | Organisation nationale Pa-O                                   |      |     |     | 3      | en stagnation |
|                           | Parti de l'Unité Mon                                          |      |     |     | 2      | 2             |
|                           | Parti démocratique de l'Etat Kayah                            |      |     |     | 2      | 2             |
|                           | Parti démocratique de l'Etat Kachin                           |      |     |     | 1      | en stagnation |
|                           | Parti Arakan en avant                                         |      |     |     | 1      | 1             |
|                           | Parti national Wa                                             |      |     |     | 1      | en stagnation |
|                           | Congrès Zomi pour la démocratie                               |      |     |     | 1      | en stagnation |
|                           | Autres partis                                                 |      |     |     | 0      | en stagnation |
|                           | Indépendants                                                  |      |     |     | 0      | en stagnation |
|                           | Sièges non pourvus                                            |      |     |     | 15     | 8             |
|                           | Membres nommés par l'armée                                    |      |     |     | 110    | en stagnation |
|                           |                                                               |      |     |     |        |               |
| Suffrages exprimés        |                                                               |      |     |     |        |               |
| Votes blancs et invalides |                                                               |      |     |     |        |               |
| Total                     | Total                                                         |      | 100 | -   | 440    | en stagnation |
| Abstentions               |                                                               |      |     |     |        |               |
| Inscrits / participation  |                                                               |      |     |     |        |               |

### Chambre des nationalités
| Parti                     | Parti                                                         | Voix | %   | Sièges | +/–           |  |
| ------------------------- | ------------------------------------------------------------- | ---- | --- | ------ | ------------- |  |
|                           | Ligue nationale pour la démocratie (LND)                      |      |     | 138    | 3             |  |
|                           | Parti de l'union, de la solidarité et du développement (PUSD) |      |     | 7      | 4             |  |
|                           | Parti national de l'Arakan (ANP)                              |      |     | 4      | 6             |  |
|                           | Parti de l'Unité Mon                                          |      |     | 3      | 3             |  |
|                           | Parti démocratique de l'Etat Kayah                            |      |     | 3      | 3             |  |
|                           | Ligue des nationalités Shan pour la démocratie (SNLD)         |      |     | 2      | 1             |  |
|                           | Parti national Ta'ang (TNP)                                   |      |     | 2      | en stagnation |  |
|                           | Organisation nationale Pa-O                                   |      |     | 1      | en stagnation |  |
|                           | Parti démocratique de l'Etat Kachin                           |      |     | 1      | 1             |  |
|                           | Autres partis                                                 |      |     | 0      | en stagnation |  |
|                           | Indépendants                                                  |      |     | 0      | 2             |  |
|                           | Sièges non pourvus                                            |      |     | 7      | 7             |  |
|                           | Membres nommés par l'armée                                    |      |     | 56     | en stagnation |  |
|                           |                                                               |      |     |        |               |  |
| Suffrages exprimés        |                                                               |      |     |        |               |  |
| Votes blancs et invalides |                                                               |      |     |        |               |  |
| Total                     | Total                                                         |      | 100 | 224    | en stagnation |  |
| Abstentions               |                                                               |      |     |        |               |  |
| Inscrits / participation  |                                                               |      |     |        |               |  |

## Analyse
La Ligue nationale pour la démocratie (NLD) d'Aung San Suu Kyi remporte une victoire encore plus nette qu’au dernier scrutin législatif de 2015, qui avait propulsé au pouvoir le parti de l’ancienne dissidente après des décennies de dictature. Cette victoire, écrasante, dépasse même les attentes des dirigeants du parti. Le principal parti d'opposition, le Parti de l’union, de la solidarité et du développement (USDP), issu des anciens membres de la junte militaire, connait un échec cinglant,.

## Suites
Le 26 janvier 2021, le général Min Aung Hlaing, le chef des forces armées birmanes, conteste les résultats du scrutin et appelle à une vérification des listes électorales, sans quoi l'armée interviendrait pour résoudre la crise politique. La commission électorale dément ces accusations. L'armée dément le 30 vouloir perpétrer un coup d'État.
Après des jours de rumeurs, Aung San Suu Kyi et le président Win Myint sont arrêtés par l'armée le 1er février, veille de la prestation de serment des nouveaux parlementaires. L'état d'urgence est proclamé pour un an, le parlement dissous et un général nommé chef de l'état avec les pleins pouvoirs.